# アーダルベルト・クーン

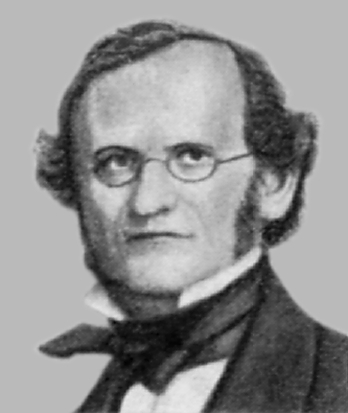
アーダルベルト・クーン

フランツ・フェーリクス・アーダルベルト・クーン（ドイツ語: Franz Felix Adalbert Kuhn、1812年11月19日 - 1881年5月5日）は、ドイツの文献学者、神話学者。
インド・ヨーロッパ語族の比較言語学研究を基礎に、先史研究や比較神話学に進んだ。
子のエルンスト・クーンはインド学者。

## 生涯と業績
クーンはノイマルクのケーニヒスベルク（現ポーランド領ホイナ）に生まれた。1833年にベルリン大学に入学してフランツ・ボップにサンスクリットを学び、また古典文献学とゲルマン学を学んだ。1837年に博士の学位を得た後、ベルリンのケルン・ギムナジウム(Köllnisches Gymnasium)で教えた。
クーンは、ヤーコプ・グリムの『ドイツ神話学』に影響されて風俗・伝説・民話を収集・研究した。
- Märkische Sagen und Märchen. Berlin: G. Reimer. (1843)
- Norddeutsche Sagen, Märchen und Gebräuche. Leipzig: F. A. Brockhaus. (1848)
- Sagen, Gebräuche und Märchen aus Westfalen. Leipzig: F. A. Brockhaus. (1859) 巻1 巻2

比較言語学研究を手掛かりとして先史研究へと進み、印欧語が未分化の時代の文明を探った。
- Zur ältesten Geschichte der indogermanischen Völker. Berlin: Nauckschen Buchdruckerei. (1845).（1850年の『インド研究』(Indische Studien)第1号に改訂版を収録）

クーンは比較神話学の創始者であり、言語学の手法を神話学に応用した。
- Die Herabkunft des Feuers und des Göttertranks, Ein Beitrag zur vergleichenden Mythologie der Indogermanen. Berlin: Dümmler. (1859)
- “Über Entwicklungsstufen der Mythenbildung”. Abhandlungen der königlichen Akademie der Wissenschaften zu Berlin, philosophisch-historische Klasse:  123-137. (1873).

1852年に『ドイツ、ギリシア、ラテン語比較研究誌』をテーオドール・アウフレヒトとともに創刊し、その最初の編集者となった。それとは別に1858年にはアウグスト・シュライヒャーとともに『アーリア、ケルト、スラブ語比較言語研究誌』を創刊した。2つの雑誌は1875年に合併して『印欧語比較研究誌』（Zeitschrift für vergleichende Sprachforschung auf dem Gebiete der indogermanischen Sprachen）と改名された。この雑誌は編集者の名から通称「クーン誌」（Kuhns Zeitschrift、略称KZ）として知られ、ドイツにおける印欧語比較言語学の主要な雑誌であった。1988年に『歴史言語研究』(Historische Sprachforschung)と改題の上、現在も刊行されている。
1881年にベルリンで没した。